# NGC 2783
NGC 2783 é uma galáxia elíptica (E) localizada na direcção da constelação de Cancer. Possui uma declinação de +29° 59' 35" e uma ascensão recta de 9 horas, 13 minutos e 39,4 segundos.
A galáxia NGC 2783 foi descoberta em 13 de Março de 1785 por William Herschel.